# Beyoncé
Beyoncé Giselle Knowles-Carter (Houston, Teksas, 4. rujna 1981.) američka je pjevačica, glumica, kantautorica i poduzetnica. Glazbom se bavi od djetinjstva. Prve veće glazbene uspjehe postigla je krajem 1990-ih u R&B sastavu Destiny's Child. Knowles je sa sastavom prodala više od 50 milijuna albuma, a u cijeloj karijeri više od 75 milijuna.
Godine 2003. izdala je svoj debitantski samostalni album Dangerously in Love, koji je postao jedan od najuspješnijih albuma godine. Album je postigao veliki komercijalni i kritički uspjeh, a 2004. je nagrađen s pet Grammyja. Nakon raspada Destiny's Childa 2005. nastavlja s uspjesima u samostalnoj karijeri. Njezin drugi album, B'Day, izdan 2006., debitirao je na prvom mjestu američke ljestvice albuma. Njezin treći album, I Am... Sasha Fierce, objavljen je u studenom 2008. Knowles je imala pet singlova na prvom mjestu Hot 100 ljestvice, čime je postala jedna od dvije pjevačice s najviše takvih singlova 2000-ih. Također je i pjevačica s najvećim brojem uzastopnih tjedana na prvom mjestu 2000-ih, s ukupno 37 tjedana na prvom mjestu.
Godine 2001. započela je glumačku karijeru pojavivši se u filmskom mjuziklu Carmen: A Hip Hopera. Godine 2006. dobila je glavnu ulogu u filmskoj adaptaciji broadwayjskog mjuzikla Komadi iz snova iz 1981. Ta joj je uloga donijela dvije nominacije za Zlatni globus. Pokrenula je i obiteljsku modnu liniju, House of Deréon, a promovirala je i brandove kao što su Pepsi, Tommy Hilfiger, Armani i L'Oréal. 2009., Forbes je uvrstio Beyoncé na četvrto mjesto popisa 100 najmoćnijih i najutjecajnijih slavnih osoba, na treće mjesto popisa glazbenika s najvećim prihodima i na prvo mjesto najbolje plaćenih slavnih osoba ispod 30 godina s više od 87 milijuna dolara zarade između 2008. i 2009. Godine 2009. američki časopis Billboard proglasio ju je ženom godine. Udana je za američkog repera Jay Z-a, s kojim ima troje djece, kćer Blue Ivy Carter, rođenu u siječnju 2012. te blizance Sir i Rumi rođene u lipnju 2017. godine.

## Životopis

### Djetinjstvo (1981. − 1988.)
Njezin otac Mathew Knowles je bio prodavač medicinske opreme, a majka Tina Beyincé modni i frizerski dizajner i stilist. Beyoncén otac je afroameričkog porijekla, dok majka ima afroameričkih, indijanskih i francuskih korijena. Ime je dobila po majčinom djevojačkom prezimenu, kako bi se spriječilo izumiranje tog imena, jer je vrlo malo muških nasljednika imena Beyincé. Njezini baka i djed po majci, Lumis Albert Beyincé i Agnéz Deréon, su francuski doseljenici koji govore francuskim jezikom, koji i Beyoncé tečno govori. Beyoncé također ima i mlađu sestru Solange, koja se poput svoje starije sestre, bavi glazbom i glumom. Beyoncé je završila osnovnu školu St. Mary's Elementary School u Texasu, gdje je pohađala satove plesa, baleta i jazz glazbe. Njezin talent za pjevanje otkriven je kada je njezin učitelj plesa počeo pjevati jednu pjesmu, a Beyoncé ju je završila, savršeno pogodivši najviši glazbeni ton. Beyoncé je bila stidljiva djevojka, no njezin interes za glazbom i nastupom brzo se počeo razvijati, nakon što je sudjelovala u školskom talent natjecanju. Čim je prvi put stala na pozornicu, nestala je sva nesigurnost i trema i Beyoncé je u tom trenutku odlučila da želi postati pjevačica i izvođač. Sa samo sedam godina prijavila se na prvo talent natjecanje, na kojem je pjevala pjesmu Johna Lennona "Imagine". Pobijedila je i doživjela svoje prve ovacije publike, a njezino ime se iste godine prvi puta pojavilo u novinama, kada je lokalni Houston Chronicle objavio članak o lokalnim izvođačkim nagradama The Sammy. Na jesen 1990. Beyoncé prelazi u školu Parker Elementary School, najpoznatiju po razvijenom glazbenom programu i otkrivanju talenata. Beyoncé tamo počinje pjevati u školskom zboru, a nakon toga odlazi na visoku umjetničku školu u Houstonu gdje usavršava svoje izvođačke i pjevačke sposobnosti. U isto vrijeme Beyoncé dvije godine pjeva u lokalnom crkvenom zboru.

### Girl's Tyme (1989. − 1994.)
S osam godina Beyoncé upoznaje LaTaviu Roberson na audiciji za dječji ženski hip-hop sastav, u koji ulaze zajedno s Beyoncénom prijateljicom Kelly Rowland. Sastav dobiva ime Girl's Tyme, sadrži šest članova i izvodi hip-hop i dance. Girl's Tyme provlače pozornost cijele nacije, a R&B producent sa Zapadne obale, Arne Frager, dolazi u Houston kako bi ih osobno pogledao. Frager ih odvodi u The Plant Recording Studios u sjevernoj Kaliforniji gdje je oduševljen Beyoncénom osobnošću i glasovnim sposobnostima. Kako bi im osigurao izdavački ugovor, Frager prijavljuje Girl's Tyme na tada najveći televizijski talent show Star Search, no Girl's Tyme nisu pobijedile, jer je izbor pjesme koju su izvodile bio loš, priznala je poslije Beyoncé. Bio je to ujedno i njezin prvi profesionalni poraz, no povratila je samopouzdanje nakon što je čula da su jednako prošli i mladi talenti Britney Spears i Justin Timberlake.

### Počeci Destiny's Childa (1993. − 1997.)
Beyoncéin otac Mathew Knowles 1995. godine napušta svoj tadašnji posao i postaje menadžer sastava te počinje trenirati djevojke. Njegov odlazak s posla prepolovio je prihode obitelji Knowles, a pritisak je rezultirao razilaženjem Beyoncénih roditelja. Mathew Knowles je smanjio broj članova sastava na četiri i doveo novu djevojku LeToyu Luckett. Djevojke su vježbale za svoje nastupe u salonu majke Tine, koja im je izrađivala kostime za nastupe, a ti nastupi uglavnom su bili prednastupi za neke veće glazbene R&B zvijezde tog vremena. Djevojke su redovito odlazile na audicije raznih izdavačkih kuća, ne bi li konačno potpisale ugovor s diskografskom kućom Elektra Records, no taj je ugovor raskinut samo nekoliko mjeseci kasnije, prije no što je sastav uopće stigao objaviti prvi album. Godine 1993. sastav uzima ime Destiny's Child iz starozavjetne Knjige Izajine. Uslijedili su nastupi po lokalnim događajima, a nakon četiri godine nastupanja, sastav konačno krajem 1997. godine uspjeva potpisati ugovor s izdavačkom kućom Columbia Records. Iste godine Destiny's Child snimaju svoju prvu veliku pjesmu "Killing Time", koja ulazi na soundtrack filma Ljudi u crnom.

### Svjetska slava (1998. − 2000.)
Godinu dana kasnije sastav objavljuje svoj prvi album i ostvaruje prvi uspjeh sa singlom "No, No, No". Ovaj album postavio je sastav Destiny's Child visoko u svijetu glazbene industrije, ostvario zavidnu prodaju te donio sastavu tri nagrade na Soul Train Lady of Soul Awards u kategorijama Najbolji R&B/Soul singl za "No, No, No", R&B/Soul album godine i najbolji novi R&B/soul izvođač. Sljedeći album, The Writing's on the Wall iz 1999. godine, diže ih u sam vrh američke R&B glazbene scene s njihovim najvećim hitovima "Bills, Bills, Bills" (njihovim prvim brojem jedan), "Jumpin Jumpin" i "Say My Name", koja postaje njihov najuspješniji singl i postaje jedna od njihovih najprepoznatljivijih pjesama. Pjesma "Say My Name" osvaja 2001. godine Grammy u kategoriji najbolji R&B nastup dua ili sastava s vokalom i još jedan u kategoriji najbolja R&B pjesma. Album The Writing's on the Wall prodaje se u više od sedam milijuna kopija i postaje njihov najuspješniji i najznačajniji album. Uz veliki komercijalni uspjeh, Destiny's Child počinju puniti medije sudskom parnicom koju podižu LaTavia Roberson i LeToya, koje su izostavljene iz snimanja spota "Say My Name", a umjesto njih su angažirane dvije nove djevojke Michelle Williams i Farrah Franklin, što je jasno dalo naslutiti da su njih dvije izbačene iz sastava. Luckett i Roberson su na kraju same službeno napustile sastav. Beyonce nakon njihovog odlaska pada u depresiju zbog optužbi medija i kritike da je ona uzrokovala njihov odlazak, u to doba ona prekida dugogodišnju vezu s Lyndellom Lockom. Depresija je trajala nekoliko godina tokom kojih bi se ona često zaključavala u kupaonicu te bi odbijala jelo. Beyonce tada nije javno govorila o svojoj borbi s depresijom, zbog straha da je nitko neće ozbiljno shvatiti. Kasnije govori o svojoj majci kao o osobi koja joj je pomogla prebroditi to razdoblje života. Ubrzo nakon dolaska u sastav Farrah Franklin odlazi te svoj odlazak objašnjava napetošću i neslaganjem u sastavu. Nakon što su uspostavili konačni line-up kao trio Beyoncé Knowles, Kelly Rowland i Michelle Williams, objavljuju singl "Independent Women Part I" koji je 2000. godine uključen u soundtrack filma Charlijevi anđeli. Pjesma postaje njihov najuspješniji singl, osvojivši broj jedan američke top ljestvice singlova i zadržavši se tamo 11 tjedana. Ovaj uspjeh potvrdio je sastavu da u ovoj postavi najbolje djeluju i sastav dalje nastavlja djelovati kao trio, a Luckett i Roberson koncentriraju se na tužbu protiv menadžera Mathewa Knowlesa, koja se završava nagodbom.

### Raspad sastava i početak samostalne karijere (2001. − 2003.)
Destiny's Child objavljuju u svibnju 2001. godine svoj treći album koji nosi naziv Survivor. Istoimeni najavni singl pak ponovno daje razloge Luckettovoj i Robersonovoj za tužbu, jer je pjesma napisana direktno kao odgovor na njihovo ponašanje, no i ova se tužba u konačnici rješava nagodbom u lipnju 2002. godine. Album Survivor debitira na samom vrhu američke top ljestvice albuma sa 663.000 prodanih primjeraka u prvom tjednu prodaje, a u do danas se ta brojka popela do 10 milijuna, od čega 40% otpada samo na američke tržište. Singl "Survivor" osvaja Grammy u kategoriji najbolji R&B nastup dua ili sastava s vokalom, a i on, kao i novi singl "Bootylicious", osvaja broj jedan američke top ljestvice singlova. Iste godine Destiny's Child objavljuju božićni album 8 Days of Christmas nakon kojega se djevojke razilaze i posvećuju se svaka svom novom samostalnom projektu. Godine 2000. Beyoncé Knowles je potpisala ugovor s Columbia Records za tri samostalna albuma, a prvi puta se samostalno predstavlja još 1999. godine za vrijeme sastava Destiny's Child, snimivši duet s Marcom Nelsonom "After All Is Said and Done" za soundtrack filma Najbolji čovjek. Godine 2000. također samostalno gostuje na singlu "I Got That" repera Amila. Početkom 2001. godine, za vrijeme snimanja albuma Survivor, Beyoncé dobiva svoju prvu filmsku ulogu u filmu Carmen: A Hip Hopera, modernoj adaptaciji opere Carmen iz 19. stoljeća, francuskog skladatelja Georgesa Bizeta. Godine 2002. godine Beyoncé se pojavljuje i u filmu Austin Powers u Goldmemberu, koji postaje box office hit sa zaradom od $73,1 milijuna u prvom tjednu prikazivanja. Na soundtracku za taj film našao se i prvi Beyoncéin samostalni singl "Work It Out". Godinu dana kasnije Beyoncé snima i novi film Povratak ubojice mekog srca te singl "Fighting Temptation" zajedno s kolegicama Missy Elliott i MC Lyte za filmski soundtrack. Iste godine Beyoncé sa svojim tadašnjim dečkom Jay Z-em snima hit singl "03 Bonnie & Clyde", a zatim s Lutherom Vandrossom snima duet "The Closer I Get to You", koji biva nagrađen Grammyem u kategoriji najbolji R&B nastup dua ili sastav s vokalom.

### Dangerously in Love(2003. − 2005.)
U to vrijeme Michelle Williams i Kelly Rowland već su objavile svoje samostalne albume pa isto čini i Beyoncé u lipnju 2003. godine, objavivši svoj prvi samostalni album nazvan Dangerously in Love. Na albumu se našlo nekoliko gostujućih vokalista, a album se sastojao od niza dinamičnih i niza laganih pjesama. Album je debitirao na broju jedan američke top ljestvice s prodajom od 317 tisuća u prvih tjedan dana, a do danas se taj broj popeo na 4,2 milijuna. Na albumu su se našla dva singla broj jedan. Prvi singl "Crazy in Love" uz gostovanje repera Jay Z-a, zadržao se na vrhu top ljestvice punih osam tjedana. Drugi singl "Baby Boy" uključivao je gostovanje dancehall zvijezde Seana Paula i također je osvojio broj jedan i bio jedan od dominantnih singlova 2003. godine, a na broju jedan američke top ljestvice zadržao se čak više od singla "Crazy in Love" – punih devet tjedana. Beyoncé je za ovaj album 2004. godine nagrađena s pet Grammya, uključujući onaj u kategoriji najbolji ženski R&B izvođač za pjesmu "Dangerously in Love 2", zatim u kategoriji najbolja R&B pjesma za pjesmu "Crazy in Love" te u kategoriji najbolji R&B album. 2004. godine Beyoncé je planirala objaviti novi album s pjesmama koje su ostale sa snimanja prošlog albuma, no to se nije dogodilo zbog pretrpanih obaveza, među kojima je bilo i snimanje posljednjeg zajedničkog albuma sastava Destiny's Child. Nakon pune tri godine provedene odvojeno, Beyoncé, Kelly i Michelle ponovno su zajedno i snimaju album Destiny Fulfilled koji izlazi u studenom 2004. godine. Album osvaja drugo mjesto američke top ljestvice i sadrži tri hit singla: "Lose My Breath", "Soldier" i "Girl". U sklopu promocije albuma, Destiny's Child su u travnju 2005. godine krenule na veliku svjetsku turneju Destiny Fulfilled ... And Lovin' It nakon koje objavljuju i konačni prestanak djelovanja. U listopadu 2005. godine sastav još objavljuje kompilacijski album hitova nazvan #1's, na kojem su se našle sve njihove najuspješnije pjesme te tri potpuno nove pjesme. Destiny's Child su u ožujku 2006. godine nagrađene sa svojom zvijezdom na šetalištu Hollywood Walk of Fame. Iste su godine proglašene najprodavanijim ženskom sastavom svih vremena.

### B'Day(2006. − 2007.)
Beyoncé je nastavila svoju filmsku karijeru u filmu Pink Panther 2005. godine, za čiji je soundtrack snimila pjesmu "Check Up on It", koja osvaja prvo mjesto američke top ljestvice. U isto vrijeme dobiva i ulogu u filmu Komadi iz snova, adaptaciji broadwayskog mjuzikla iz 1981. godine o karijeri sastava The Supremes. Beyoncé je u ovom filmu dobila glavnu ulogu i otpjevala je nekoliko pjesama, uključujući i autorsku pjesmu "Listen", što joj 2006. godine donosi nominaciju za Zlatni globus u kategorijama najbolja glumica iz mjuzikla ili komedije te najbolja originalna pjesma. Inspirirana ulogom u filmu Komadi iz snova, Beyoncé za svoj sljedeći album supotpisuje i koproducira gotovo sve pjesme, a album je završen za samo tri tjedna. Njegovo ime je bilo B'Day, a album izlazi u rujnu 2006. godine, na dan njezinog 25. rođendana. Album debitira na prvom mjestu američke top ljestvice s prodajom od 541.000 primjeraka u prvih tjedan dana. Album je najavljen novom hit suradnjom s Jay Z-em u pjesmi "Déjà Vu", no najveći uspjeh ostvaruje singl "Irreplaceable" koji osvaja broj jedan američke top ljestvice i tamo ostaje punih 10 tjedana, što je rekord u njenoj karijeri. Kako bi promovirala album Beyoncé odlazi na veliku Beyoncé Experience turneju na kojoj snima i koncertni DVD The Beyoncé Experience Live. Godine 2007. album osvaja Grammy u kategoriji najbolji R&B album.

### I Am... Sasha Fierce(2008. − 2010.)
Beyoncé objavljuje svoj treći studijski album nazvan I Am… Sasha Fierce u studenom 2008. godine. Tada otkriva i svoj alter-ego "Sasha Fierce" kojeg uzima kad izlazi na pozornicu. U isto vrijeme, Beyoncé je angažirana i u novim filmskih projektima: filmu Cadillac Records u kojem portretira blues pjevačicu Ettu James, te u trileru Obsessed. Pjesme "If I Were a Boy" i "Single Ladies (Put a Ring on It)" bili su prvi singlovi s albuma, a objavljeni su i isto vrijeme kako bi predstavljali svaki svoju polovicu albuma. Singl "If I Were a Boy" osvaja broj jedan na top listi Velike Britanije, a singl "Single Ladies (Put a Ring on It)" osvaja američku top listu i drži broj jedan četiri tjedna. Beyoncé se u siječnju 2009. godine pridružila nizu glazbenika koji su održali koncert ispred Lincoln Memoriala u čast novoizabranog američkog predsjednika Baracka Obame. Beyoncé je također otpjevala pjesmu '"At Last" za prvi ples predsjednika Obame i njegove supruge Michelle na inauguracijskom balu 20. siječnja 2009. Beyoncé Knowles provodi gotovo cijelu 2009. godinu na velikoj svjetskoj turneji I Am. Tour koja će od proljeća posjetiti sve dijelove svijeta, od Amerike, Europe, Azije, Afrike i Oceanije, a 26. travnja 2009. posjetila je i Zagreb.

### 4(2011. − 2013.)
Beyoncé je 24. lipnja 2011. izdala svoj četvrti studijski solo album 4. U travnju 2011. objavila je prvi singl za album Run the World (Girls). Album je objavila izdavačka kuća Columbia Records. Beyoncé je prvo na album htjela uvrstiti sve pjesme, no odabrala ih je samo 12. Nekoliko dana prije službene objave, album je već procurio na Internet.  2. lipnja 2011. objavila je drugi singl Best Thing I Never Had, te malo kasnije 1+1. Album je kasnije ponudio hit-singlove: Love on Top, Party i Countdown. Love on Top je puno svirana na radiju te na top ljestvicama. Album nije postigao pretjerano velik uspjeh. Za album je izdano jako puno singlova, a među njima End of Time i I Care za koje nije snimljen spot. Pjesmu I Was Here objavila je kao live-singl. Kasnije je objavila live-album 4 Intimate Nights with Beyoncé.

### Beyoncé(2013. − 2015.)
2013. Beyoncé je pjevala s Destiny's Child u poluvremenu američkog Superbowla. Pjevale su Beyoncéinu pjesmu Grown Woman koja je i promovirana za reklamu Pepsi. U lipnju je promovirala ljetnu kolekciju za H&M pjevajući pjesmu Standing On the Sun te pokazala novu boju kose. Kasnije je šokirala svijet tako da se ošišala, no sada joj je kosa kao i prije. U studenom je izdala singl posvećen njenoj kćeri Blue Ivy Carter nazvan God Made You Beautiful koji je kao soundtrack uklopljen u njezin dokumentarac Life Is But a Dream. Kasnije je iznenada na iTunesu objavila i peti studijski album Beyoncé. Taj je album audiovizualni, a na njemu se nalazi 14 novih pjesama i 18 spotova za te pjesme, te pjesmu Grown Woman. Objavljeno je pet singlova: XO, Drunk In Love, "Partition", "Pretty Hurts" i "Flawless". Album je vrlo uspješan i na top ljestvicama. U samo par dana prodano je nekoliko milijuna primjeraka tog albuma. Na albumu gostuju Jay Z, Frank Ocean, Blue Ivy Carter, Drake te Chimamanda Ngozi Adiche.

## Diskografija
- 2003. Dangerously in Love
- 2006. B'Day
- 2008. I Am... Sasha Fierce
- 2011. 4
- 2013. Beyoncé
- 2016. Lemonade
- 2018. Everything is Love
- 2019. Black is King

## Humanitarni rad
Beyoncé je tijekom karijere često pokazivala socijalnu svijest i bila je uključena u brojne humanitarne akcije. Zajedno s Kelly Rowland osnovala je zakladu Survivor Foundation za izgradnju kuća žrtvama uragana Katrina 2005. godine. Ista zaklada proširila je svoje djelovanje i na osnivanje Centra za mlade u Houstonu, te na pomoć žrtvama uragana Ike. Godine 2005. snimila je pjesmu Stand Up for Love u povodu Svjetskog dana djece, a s pjesmom se prikuplja novac za dječje fondove diljem svijeta. Godine 2008. snimila je s nekolicinom glazbenika i pjesmu Just Stand Up!, za borbu protiv raka. Nakon završetka filma Cadillac Records, Beyoncé je donirala sav svoj honorar rehabilitacijskoj organizaciji Phoenix House.

## Vanjske poveznice
- Službena stranica (engl.)
- Beyoncé Knowles u internetskoj bazi filmova IMDb-u (engl.)